# Eko-selo
Eko-selo je ekonomski i ekološki održivo selo, koje je usklađeno po ekološkim kriterijumima. To se pre svega odnosi na saobraćaj i na kuće koje su građene po energetskim normativima, koji su na primer niskoenergetske kuće, pasivne kuće i regionalna energetsko snabdevanje s obnovljivim izvorima energije i kogeneracijskih postrojenja.
Eko-sela su delomično i zajednice u kojima žive ljudi koji žele živeti u skladu s određenim vrednostima. Stanovnici Eko-sela imaju odredene ekološke, socijalne i duhovne vrednosti. Najčešće ih stvaraju ljudi koji ne žele biti zavisni od sistema centralizovane distribucijske mreže resursa i energije.
Pokušavaju svojim stilom života spriječiti daljnje uništavanje prirode i prekomernu potrošnju fosilnih goriva. Individualne zajednice često sarađuju međusobno.